# Harrison Peacock
Harrison Peacock (ur. 31 stycznia 1991 w Mount Barker) – australijski siatkarz, grający na pozycji rozgrywającego, reprezentant Australii. Od sezonu 2017/2018 występuje w polskiej drużynie BBTS Bielsko-Biała.

## Sukcesy klubowe
Mistrzostwo Szwecji:
- 2012

Mistrzostwo Finlandii:
- 2017

## Nagrody indywidualne
- 2012 - MVP Mistrzostw Szwecji